# Baltische Landeswehr

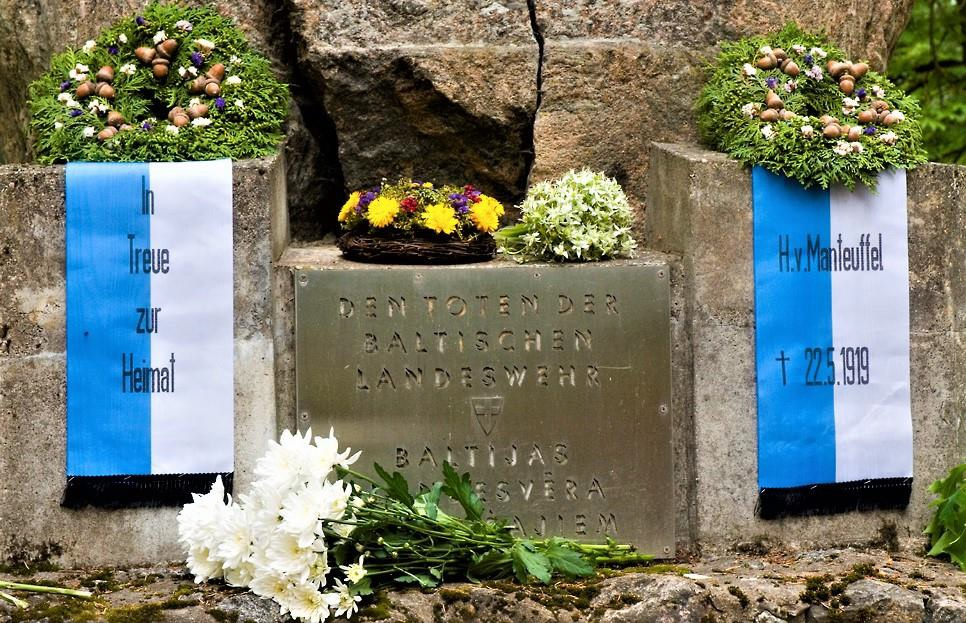
Monumento al cimitero dei fratelli (Riga)

Dal 1918 al 1920, la Baltische Landeswehr (milizia territoriale baltica) era il nome di una grande unità, che consisteva in gran parte di volontari tedesco-baltici. Nella guerra di indipendenza lettone, la Landeswehr fu usata principalmente contro le truppe bolsceviche o l'Armata Rossa. Dopo che la Repubblica di Lettonia, che era emersa da questo tumulto, firmò un trattato di pace con l'Unione Sovietica nel 1920, la milizia territoriale baltica confluì nelle forze armate lettoni.

## Cause e natura dei conflitti negli Stati baltici nel 1918 e 1919
Gli Stati baltici erano stati parte dell'Impero russo. Una guerra civile era scoppiata in Russia dopo la Rivoluzione di ottobre del 1917. Mentre la sconfitta della Germania incombeva nella prima guerra mondiale, una rivoluzione sembrava essere imminente anche lì. Nel momento in cui queste due potenze dominanti erano impedite ad intervenire negli Stati baltici, i popoli locali avevano iniziato a lottare per l'indipendenza degli stati. I governi delle potenze dell'Intesa promossero l'emergere di nuovi stati nell'Europa orientale come un cosiddetto cordone sanitario tra Germania e Russia. Allo stesso tempo, tuttavia, furono sostenuti gli eserciti russi "bianchi" della controrivoluzione, che non riconoscevano l'indipendenza degli stati periferici. La maggior parte dei politici tedesco-baltici preferiva anche appartenere a una Russia restaurata o uno stato cantonale baltico rispetto alla soluzione di uno stato nazionale autonomo.
Le lotte per la futura forma di governo e affiliazione territoriale sono state combattute nel territorio della Lettonia. Tuttavia, si trattava anche di posizioni di potere e influenza delle grandi potenze. Questa guerra rifletteva anche una lotta tra forze monarchiche, socialiste e democratiche che attraversò tutti i partiti in guerra. La maggior parte della popolazione lettone inizialmente sperava che i bolscevichi non solo garantissero loro l'indipendenza nazionale, ma anche il ridimensionamento dei grandi proprietari terrieri tedesco-baltici sia dal punto di vista economico che politico.
L'effettivo combattimento fu condotto con eserciti relativamente piccoli e per lo più scarsamente addestrati. Le vittime civili furono di gran lunga maggiori delle perdite delle truppe impegnate in combattimento. Il bilancio delle vittime delle misure terroristiche dell'Armata Rossa in Lettonia è stimato tra le 5.000 e le 7 000 persone. Secondo l'ufficio statistico della città di Riga, 8 590 abitanti morirono di fame ed epidemie nei cinque mesi fino al giugno del 1919.
Nelle aree riconquistate, Landeswehr e Freikorps compirono crudeli rappresaglie. I prigionieri di guerra russi, i partigiani e i funzionari del Soviet della Lettonia furono fucilati da tribunali di guerra, a volte per puro sospetto. Circa 1 250 persone furono uccise nelle città di Windau, Goldingen e Mitau. Dopo la riconquista di Riga, vennero uccise da 2 000  a 4 000 persone, secondo i resoconti della stampa.

## L'emergenza dell'invasione
Alla fine di novembre del 1918, i bolscevichi prepararono un'invasione degli Stati baltici. A causa di disordini rivoluzionari interni, l'esercito tedesco credeva di non poterla fermare. Pertanto, con l'approvazione del comando dell'8.Armee tedesca l'11 novembre 1918 il Consiglio della Reggenza Baltica istituì una forza di protezione locale volontaria per la lotta contro il bolscevismo. La chiamata alle armi venne accolta positivamente dalle minoranze tedesco-baltiche e russe. I volontari lettoni si fecero avanti con esitazione: la simpatia era più rivolta ai bolscevichi, i cui eserciti avanzavano sul territorio baltico.
Dopo che le repubbliche di Estonia e Lettonia furono proclamate da governi di estrazione borghese, anche il tentativo di formare un ducato del Baltico unito fu abbandonato. In Estonia, il cosiddetto reggimento baltico venne creato da volontari tedesco-baltici come parte dell'esercito estone.
In Lettonia, tuttavia, le organizzazioni tedesco-baltiche evitarono il riconoscimento ufficiale del nuovo stato. L'esercito baltico era quindi militarmente sotto il potere occupante tedesco, ma politicamente le sottounità baltica, lettone e russa erano indipendenti e avevano obiettivi diversi. A quel tempo, la Landeswehr era, insieme alla Brigata di ferro (in seguito la Divisione di ferro), l'unica forza di combattimento per proteggere il territorio lettone.
La Gran Bretagna come potenza vittoriosa della guerra mondiale il 23 dicembre stabilì che l'esercito tedesco era responsabile della protezione della Lettonia dai bolscevichi e ciò portò all'ampliamento della Landeswehr. I tedeschi baltici che prestavano servizio nell'esercito tedesco furono trasferiti nella Landeswehr. Inoltre, volontari vennero reclutati nell'impero tedesco. In un provvedimento datato 29 dicembre, il governo Ulmanis concesse la cittadinanza lettone ai volontari che avevano preso parte alla lotta per liberare il paese dai bolscevichi per almeno quattro settimane. Il cavalierato baltico, cioè i grandi proprietari terrieri tedesco-baltici, rese disponibile un terzo dei propri terreni per l'insediamento di volontari tedeschi.
Le prime battaglie della nuova forza così reclutata non ebbero successo. La milizia baltica dovette ritirarsi sotto la pressione dei reggimenti di Fucilieri lettoni bolscevichi, mentre il 4 gennaio 1919 un governo sovietico sotto Peter Stutschka si insediava a Riga. Alla fine di gennaio, solo una piccola area intorno a Libau era occupata dalle truppe tedesche. Anche il governo di Ulmanis si era rifugiato qui.

## Composizione

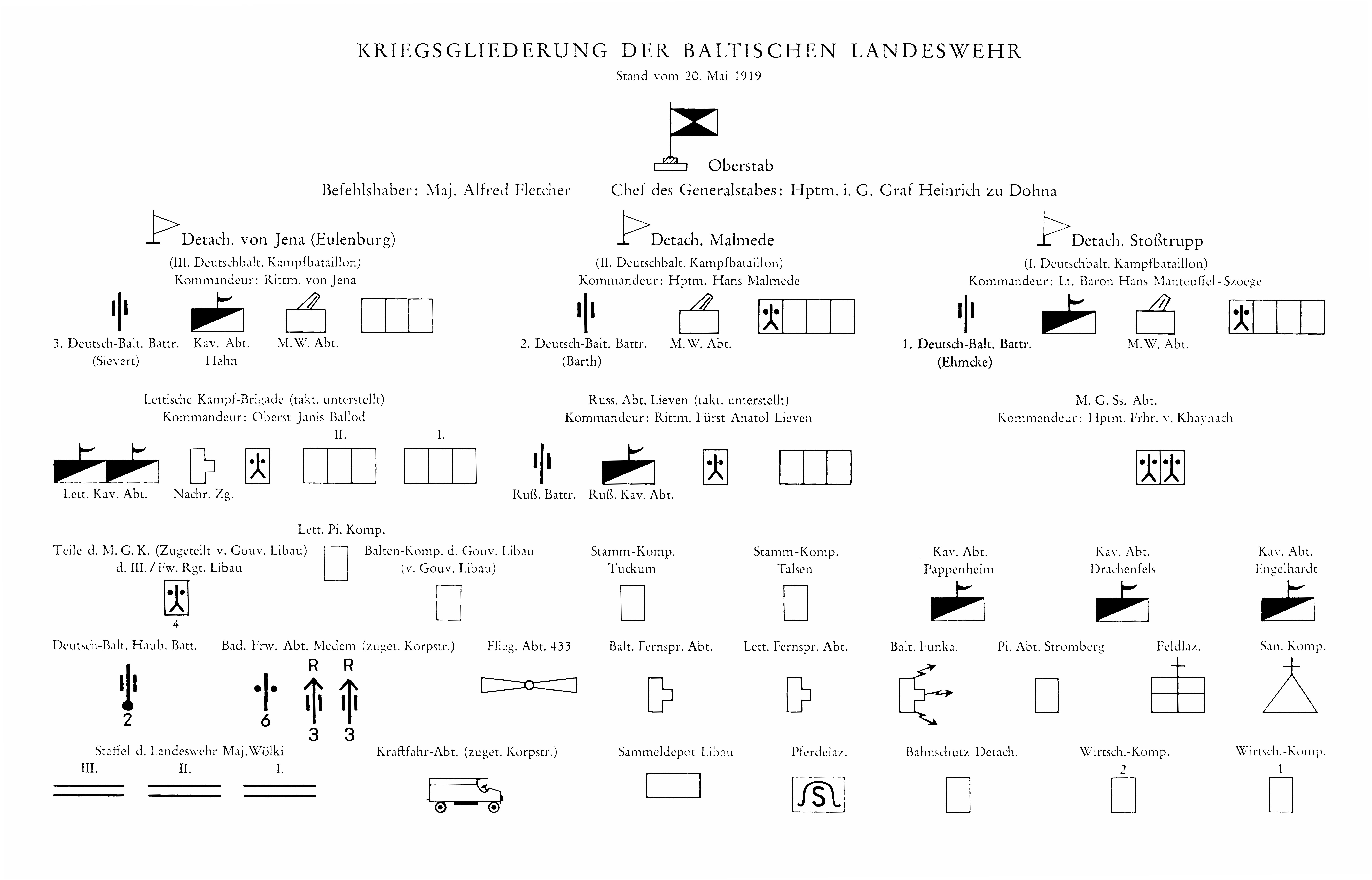
Composizione della Landswehr il 20 maggio 1919

La principale autorità politica era il Comitato Nazionale Baltico. Una "commissione per la Landeswehr" aveva la funzione di ministero della guerra. Lo stato maggiore della Landeswehr aveva il comando militare. Le uniformi erano tedesche o russe, a seconda della loro nazionalità, i salari e gli armamenti vennero forniti dall'impero tedesco fino al luglio 1919. All'inizio, la lingua utilizzata per i comandi era il russo in molte unità tedesco-baltiche, poiché gli ufficiali provenivano dall'esercito zarista. A metà maggio, il Landeswehr era cresciuto fino a circa 6.100 uomini. C'erano circa 3.600 uomini nelle unità tedesco-baltiche, 400 uomini nel battaglione russo del principe Lieven, 1.700 uomini nella lettone Brigata Balodis e 400 uomini in un subordinato Freikorps tedesco e nelle truppe divisionali.

## Riconquista della Curlandia
All'inizio di febbraio del 1919, Rüdiger von der Goltz prese il comando del VI. Reserve-Korps in Libau. Oltre all'ormai ampliato Landeswehr sotto il maggiore Alfred Fletcher, il Corpo d'armata era anche responsabile della Divisione di ferro sotto il maggiore Josef Bischoff e stava per incorporare anche la 1. Divisione della Guardia di riserva; nel maggio 1919 la forza della Landeswehr era di circa 6100 uomini. L'ordine effettivo era quello di proteggere la Prussia orientale dai bolscevichi. Con il consenso dell'Intesa, tuttavia, fu decisa un'offensiva per ottenere una migliore linea di difesa. Per molti membri della Landeswehr, l'obiettivo era quello di salvare i membri della famiglia dal terrore rosso. L'offensiva fu un successo e Mitau fu conquistata il 18 marzo 1919.

## Il Putsch baltico del 16 aprile 1919
L'ulteriore offensiva su Riga venne ritardata per motivi politici. Gli attriti tra parti del governo di Ulmanis e il Comitato nazionale baltico erano aumentati. Si trattava principalmente dei contrasti sui privilegi politici e della proprietà dei grandi proprietari terrieri tedeschi.
Secondo l'opinione delle nuove generazioni degli Stati tedesco-baltici, il Comitato nazionale non aveva perseguito i propri interessi in modo sufficientemente vigoroso. Il barone Hans von Manteuffel-Szoege riuscì a far trasferire il suo battaglione a Libau per riposarsi e, nell'ambito di un'esercitazione di combattimento, fece arrestare il governo lettone. Ulmanis fu in grado di fuggire all'ambasciata inglese. Nel paese seguirono rivolte e uno sciopero dei dipendenti pubblici. Von der Goltz ordinò di imporre lo stato di emergenza. Manteuffel-Szoege fu sollevato dalla pressione dall'Intesa del suo comando. I negoziati con Ulmanis su un nuovo governo con la partecipazione dei partiti lettone tedesco-baltico e di destra fallirono. Alla fine, sotto il pastore Andrievs Niedra fu istituito un governo amico dei tedeschi, che agli occhi del pubblico era poco più che un governo fantoccio.

## La presa di Riga
Il governo tedesco proibì di intervenire in favore della linea di azione raggiunta dai rivoltosi e ordinò il ritiro dell'unità più potente, la 1ª Divisione di riserva della Guardia. Ancor prima che questa divisione fosse messa in movimento, venne effettuata un'operazione su Riga per decisione del comando di Corpo d'armata. Il 22 maggio il Landeswehr si unì al colpo di mano su Riga, mentre le unità germaniche presidiavano il fianco destro a Bauske contro un tentativo russo di controffensiva locale. Alla fine della battaglia, gran parte dell'esercito lettone sovietico era stato distrutto e il governo della Repubblica lettone sovietica era fuggito a Dunnaburg. Circa 18.000 prigionieri politici furono rilasciati a Riga, dove la carestia era già incombente. Le navi americane a quel punto portarono generi alimentari in città. A causa della rapida avanzata delle forze lettoni, molti soldati dell'Armata Rossa e funzionari sovietici non poterono più lasciare la città in tempo e si nascosero tra la popolazione civile; il successivo massacro di veri e presunti bolscevichi da parte della Landeswehr suscitò forti critiche internazionali.

## Battaglia di Cēsis
Niedra insistette affinché l'intero territorio della Lettonia fosse liberato dalle truppe sovietiche al fine di consolidare il suo stato. Nella Lettonia settentrionale, tuttavia, ci fu uno scontro con la Repubblica estone, che il governo di Niedra non riconobbe, la quale temeva il montante potere tedesco. Dopo lunghe negoziazioni senza successo e tentativi di mediazione da parte delle potenze dell'Intesa, il 22 giugno 1919 avvenne la battaglia di Cēsis, a seguito della quale la Landeswehr sconfitta dovette ritirarsi a Riga. Questa battaglia segnò la fine della supremazia dei tedeschi. In considerazione della situazione senza speranza, su sollecitazione degli americani, la Commissione di controllo alleata a luglio firmò l'accordo di armistizio a Strasdenhof vicino a Riga. Il governo di Niedra si dimise e Ulmanis formò un nuovo governo in cui inizialmente comparivano due ministri in rappresentanza dei tedeschi baltici.

## Campagna di Latgale

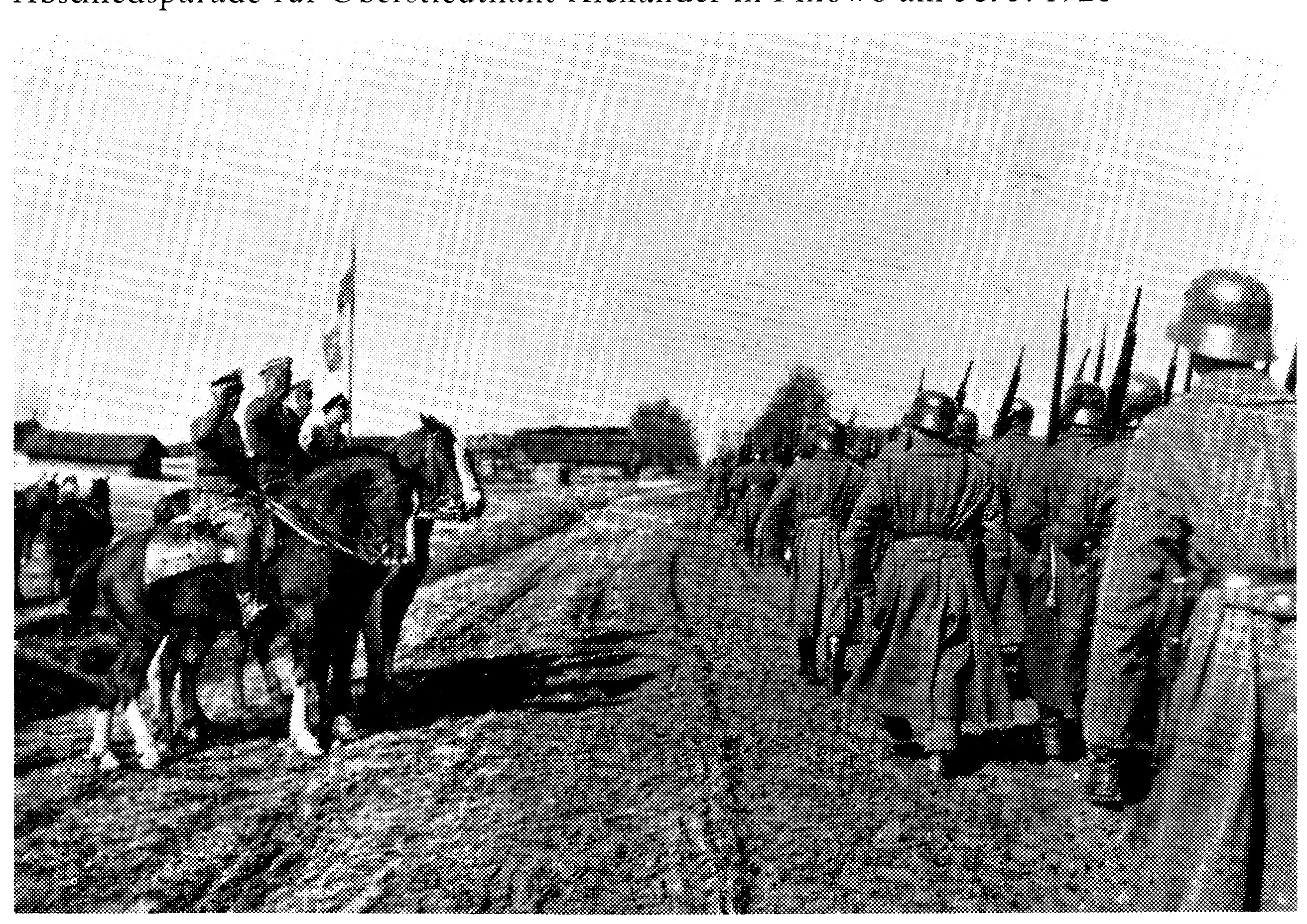
Parata d'addio per il tenente colonnello Alexander il 22 marzo 1920.

Secondo i termini dell'armistizio, la Landeswehr era ora sotto l'Alto Comando lettone. Tutti i tedeschi del Reich dovettero lasciare i reparti. Inoltre, il tenente colonnello britannico e futuro maresciallo Harold Alexander  venne nominato comandante dell'unità. La brigata lettone diretta dal colonnello Balodis e la divisione russa di Lieven lasciarono la Landeswehr. Il 22 agosto 1919 la Landeswehr riorganizzata fu poi trasferita sul fronte sovietico a Lettgallen. La guerra di posizione continuò fino al gennaio del 1920. A quel punto fu lanciata una nuova offensiva insieme all'esercito polacco alleato sotto il generale Rydz-Smigly. L'attacco portò alla conquista di Rossitten nei pressi del fiume Zilupe (in russo Sinjaja o Sinjucha), vicino al confine.
Il 1º aprile 1920 la Baltische Landeswehr fu riorganizzata come 13. Tuckumschen Infanterieregiment (13º reggimento fanteria di Tuckum) lettone. La lingua di comando era il tedesco. Con ciò la milizia territoriale baltica cessò di esistere.